# Love Live! Superstar!!
《Love Live! Superstar!!》（日语：ラブライブ！スーパースター!!），是以Liella!為主角、日昇製作的改编電視動畫，也是《Love Live!》動畫系列第四作。

## 故事情節
講述了以「學園偶像」為目標的澀谷香音等五名少女，與一所名為「結丘女子高等學校」的新設立學校所相遇的故事。

## 製作人員
- 原作：矢立肇
- 原案：公野櫻子
- 監督：京極尚彥
- 系列構成：花田十輝
- 角色設計原案：室田雄平（日语：室田雄平）
- 角色設計：齋藤敦史
- Design Works：如月憂
- 美術監督：春日禮兒
- 概念藝術：西川洋一
- 色彩設計：加藤里惠
- CG監督：飯沼佑樹（第一期） → 黑崎豪（第二期） → 岩崎優香（第三期）
- 攝影監督：北岡正
- 編集：今井大介
- 音響監督：長崎行男
- 企劃製作人：若林悠紀、槙本裕紀、諏訪浩樹（第一期） → 若林悠紀、槙本裕紀、諏訪浩樹、宮崎智保（第二期） → 若林悠紀（第三期）
- 製作人： 大塚大、脇黒丸翔大（第一、二期） → 大塚大（第三期）
- 音樂：藤澤慶昌
- 音響協力：法元明菜

## 劇中歌曲

### 主題曲

#### 第1期
片頭曲《START!! True dreams》
作詞：畑亞貴；作曲：小幡康裕；編曲：山下洋介
歌：Liella!
片尾曲（未來有如風一般）（第2 - 7、9 - 12話）
作詞：畑亞貴；作曲：山田智和；編曲：久保田真悟（Jazzin’park）；弦編曲：兼松眾
歌：Liella!

#### 第2期
片頭曲《WE WILL!》
作詞：宮嶋淳子；作曲：Motokiyo；編曲：山下洋介
歌：Liella!
片尾曲（在追逐的夢想前方）（第2 - 12話）
作詞：畑亜貴；作曲：石黑剛、常楽寺澪；編曲：久保田真悟(Jazzin’park)；弦編曲：兼松衆
歌：Liella!

#### 第3期
片頭曲《Let's be ONE》（第1 - 11話）
作詞：宮嶋淳子；作曲、編曲：大畑拓也；弦編曲：森悠也
歌：Liella!
片尾曲 《DAISUKI FULL POWER》（第1 - 11話）
作詞：畑亜貴；作曲：石黑剛、常楽寺澪；編曲：石黑剛；弦編曲：兼松衆
歌：Liella!

### 插曲

#### 第1期
| 《》（有一點）（第1話） 作詞：京極尚彦；作曲、編曲：藤澤慶昌 歌：澀谷香音（伊達小百合） 《》（總有一天）（第1話、第2話、第8話） 作詞：宮嶋淳子；作曲、編曲：藤澤慶昌 歌：杉並兒童合唱團 《》（未來預報晴空萬里！）（第1話） 作詞：宮嶋淳子；作曲：EFFY；編曲：山下洋介 歌：Liella! 《》（最喜歡之歌）（第2話） 作詞：宮嶋淳子；作曲、編曲：藤澤慶昌 歌：澀谷香音（伊達小百合） 《》（Tiny Stars 〜Demo〜）（第2話） 作曲：秋浦智裕 歌：澀谷香音（伊達小百合） 《Tiny Stars》（第3話） 作詞：宮嶋淳子；作曲、編曲：秋浦智裕；弦編曲：兼松眾 歌：澀谷香音（伊達小百合）、唐可可（Liyuu） 《》（具足蟲之歌）（第4話） 歌：平安名菫（Payton尚未） 《》（具足蟲之歌 〜歌謠Ver.〜）（第4話） 歌：平安名菫（Payton尚未） | 《》（常夏✩Sunshine）（第6話） 作詞：宮嶋淳子；作曲、編曲：EFFY 歌：澀谷香音（伊達小百合）、唐可可（Liyuu）、嵐千砂都（岬奈子）、平安名菫（Payton尚未） 《Wish Song》（第8話） 作詞：宮嶋淳子；作曲：；編曲：兼松眾 歌：Liella! 《Dreaming Energy》（第9話） 作詞：宮嶋淳子；作曲：；編曲：Peach 歌：Liella! 《》（Nonfiction!!）（第10話） 作詞：宮嶋淳子；RAP詞：；作曲：、田中隼人；編曲：田中隼人 歌：Liella! 《》（我的Symphony〜澀谷香音Ver.〜）（第11話） 作詞：宮嶋淳子；作曲：高木誠司、；編曲：兼松眾 歌：澀谷香音（伊達小百合） 《Starlight Prologue》（第12話） 作詞：宮嶋淳子；作曲：小幡康裕；編曲：山下洋介；弦編曲：兼松眾 歌：Liella! 《HOT PASSION!!》 作詞：Lauren Kaori 作曲：NA.ZU.NA、小久保祐希、Lauren Kaori 編曲：NA.ZU.NA 歌：Sunny Passion |

#### 第2期
| 《》（Welcome to 我們的世界）（第1話） 作詞：宮嶋淳子；作曲：；編曲：EFFY；管弦編曲：森悠也 歌：Liella! 《Butterfly Wing》（第3話） 作詞：宮嶋淳子；作曲、編曲：森悠也 歌：（結那） 《》（Go!! Restart）（第3話） 作詞：宮嶋淳子；作曲：石黑剛、常樂寺澪；編曲：石黑剛 歌：Liella! 《》（Vitamin SUMMER！）（第6話） 作詞：宮嶋淳子；作曲、編曲： 歌：Liella! | 《Chance Day, Chance Way！》（第8話） 作詞：宮嶋淳子；作曲、編曲：津波幸平 歌：Liella! 《》（Edelstein）（第10話） 作詞：宮嶋淳子；作曲、編曲：森悠也 歌：（結那） 《Sing！Shine！Smile！》（第10話） 作詞：宮嶋淳子；作曲：小幡康裕；編曲：前田佑；管弦編曲：兼松衆 歌：Liella! 《》（能聽見未來的聲音）（第12話） 作詞：宮嶋淳子；作曲：小幡康裕；編曲：兼松衆 歌：Liella! |

#### 第3期
| 《Butterfly Wing 〜Piano Ver.〜》（第1話） 作詞：宮嶋淳子；作曲、編曲：森悠也 歌：（結那） 《Bubble Rise》（第2話） 作詞：宮嶋淳子；作曲：Ryu；編曲：EFFY 歌：澀谷香音（伊達小百合）、（結那）、鬼塚冬毬（坂倉花） 《Special Color》（第3話） 作詞：宮嶋淳子；作曲、編曲：園田健太郎、藤原彩豐 歌：Liella! 《》（群星Cruising〜上海Ver.〜）（第5話） 作詞：宮嶋淳子；作曲、編曲：小幡康裕；中文翻譯：宮川依戀 歌：唐可可（Liyuu） | 《》（絕對的LOVER）（第6話） 作詞：宮嶋淳子；作曲、編曲：Rasmus Faber 歌：Liella!、澀谷香音（伊達小百合）、（結那）、鬼塚冬毬（坂倉花） 《Dazzling Game》（第8話） 作詞：宮嶋淳子；作曲：古河夕；編曲：EFFY；弦編曲：森悠也 歌：Liella!、澀谷香音（伊達小百合）、（結那）、鬼塚冬毬（坂倉花） 《》（笑顔的Promise）（第10話） 作詞：宮嶋淳子；作曲：；編曲：兼松眾 歌：Liella! 《》（Superstar!!）（第11話） 作詞：宮嶋淳子；作曲、編曲：小幡康裕 歌：Liella! 《》（緣起於你的天空 ～11 Ver.～）（第12話） 作詞：宮嶋淳子；作曲、編曲：兼松眾 歌：Liella! |

### Liella!之歌（リエラのうた）
NHK網路電視每次播完動畫後的迷你動畫，每次都會使用不同樂曲。
全曲作詞：宮嶋淳子；作曲：小幡康裕；編曲：森悠也。

#### 第1期
| 《Primary》（第1話） 歌：Liella! 《Memories》（第2、3話） 歌（第2話）：澀谷香音（伊達小百合） 歌（第3話）：嵐千砂都（岬奈子） 《Anniversary》（第4、5話） 歌（第4話）：唐可可（Liyuu） 歌（第5話）：葉月戀（青山渚） 《Message》（第6、7話） 歌（第6話）：平安名菫（Payton尚未） 歌（第7話）：澀谷香音（伊達小百合） | 《Ringing!》（第8、9話） 歌（第8話）：嵐千砂都（岬奈子） 歌（第9話）：唐可可（Liyuu） 《Dears》（第10、11話） 歌（第10話）：葉月戀（青山渚） 歌（第11話）：平安名菫（Payton尚未） 《Departure》（第12話） 歌：Liella! |

#### 第2期
| 《Dreamer Coaster》（第1、2話） 歌（第1話）：澀谷香音（伊達小百合） 歌（第2話）：櫻小路希奈子（鈴原希實） 《》（Endless Circuit）（第3、4話） 歌（第3話）：唐可可（Liyuu） 歌（第4話）：平安名堇（Payton尚未） 《》（第5、6話） 歌（第5話）：葉月戀（青山渚） 歌（第6話）：鬼塚夏美（繪森彩） | 《》（Prime Adventure）（第7話） 歌：Liella! 《》（Parade一直都）（第8、9話） 歌（第8話）：米女芽衣（藪島朱音） 歌（第9話）：若菜四季（大熊和奏） 《》（奔跑的旋轉木馬）（第10、11話） 歌（第10話）：嵐千砂都（岬奈子） 歌（第11話）：澀谷香音（伊達小百合） 《Time to go》（第12話） 歌：Liella! |

#### 第3期
| 《dolce》（第1、2話） 歌（第1話）：（結那） 歌（第2話）：鬼塚冬毬（坂倉花） 《Summer Escape!!》（第9話） 歌：櫻小路希奈子（鈴原希實）、米女芽衣（藪島朱音）、若菜四季（大熊和奏）、鬼塚夏美（繪森彩） 《11th moon》（第10話） 歌：（結那）、鬼塚冬毬（坂倉花） 《》（只有一片）（第11話） 歌：澀谷香音（伊達小百合）、唐可可（Liyuu）、嵐千砂都（岬奈子）、平安名菫（Payton尚未）、葉月戀（青山渚） 《》（相連的Melody）（第12話） 歌：Liella! |

## 各話列表
| 話數  | 標題                | 分鏡                | 演出                | 作畫監督 | 舞蹈部份           | 舞蹈部份           | 舞蹈部份                                                                          | 總作畫監督                 | 首播日期       |       |       |       |       |       |       |       |       |       |       |       |       |       |       |       |
| 話數  | 標題                | 分鏡                | 演出                | 作畫監督 | 分鏡               | 演出               | 作畫監督                                                                          | 總作畫監督                 | 首播日期       |       |       |       |       |       |       |       |       |       |       |       |       |       |       |       |
| 第1期 | 第1期               | 第1期               | 第1期               | 第1期 | 第1期              | 第1期              | 第1期                                                                             | 第1期                      | 第1期          | 第1期 | 第1期 | 第1期 | 第1期 | 第1期 | 第1期 | 第1期 | 第1期 | 第1期 | 第1期 | 第1期 | 第1期 | 第1期 | 第1期 | 第1期 |
| ----- | ------------------- | ------------------- | ------------------- | --- | ------------------ | ------------------ | --------------------------------------------------------------------------------- | -------------------------- | -------------- | ----- | ----- | ----- | ----- | ----- | ----- | ----- | ----- | ----- | ----- | ----- | ----- | ----- | ----- | ----- |
| #01   |                     | 京極尚彥            | 京極尚彥            | 伊藤真理子、加藤愛 永山惠、久松沙紀 | 不適用             | 不適用             | 尾尻進矢、佐藤誠之                                                                | 齋藤敦史                   | 2021年 7月11日 |       |       |       |       |       |       |       |       |       |       |       |       |       |       |       |
| #02   |                     | 京極尚彥            | 遠藤廣隆            | 市原圭子、尾尻進矢 | 不適用             | 不適用             | 不適用                                                                            | 齋藤敦史 佐野惠一          | 7月18日        |       |       |       |       |       |       |       |       |       |       |       |       |       |       |       |
| #03   | 可香                | 京極尚彥            | 大島克也            | 伊禮、加藤愛 西村彩 | 京極尚彥           | 京極尚彥           | 佐藤誠之、鄧佳湄 水野辰哉                                                         | 齋藤敦史 佐野惠一 冨岡寬   | 8月8日         |       |       |       |       |       |       |       |       |       |       |       |       |       |       |       |
| #04   |                     | 森田宏幸            | 居村健治            | 後藤望、杉本海帆 とみながまり、吉田雄一 | 不適用             | 不適用             | 不適用                                                                            | 齋藤敦史 佐野惠一          | 8月15日        |       |       |       |       |       |       |       |       |       |       |       |       |       |       |       |
| #05   |                     | 誌村宏明            |                     | 德田賢朗、日向正樹 | 不適用             | 不適用             | 不適用                                                                            | 齋藤敦史 佐野惠一          | 8月22日        |       |       |       |       |       |       |       |       |       |       |       |       |       |       |       |
| #06   |                     | 誌村宏明            | 遠藤廣隆            | 伊藤真理子、尾尻進矢 木村文香、永山惠 山村俊了 | 京極尚彥           | 京極尚彥           | 鄧佳湄 久松沙紀 水野辰哉                                                          | 齋藤敦史 佐野惠一          | 9月5日         |       |       |       |       |       |       |       |       |       |       |       |       |       |       |       |
| #07   |                     | 安藤良              | 安藤良              | 加藤愛、菊川孝司 永山惠、水野辰哉 吉田雄一 | 不適用             | 不適用             | 不適用                                                                            | 齋藤敦史 佐野惠一 冨岡寬   | 9月12日        |       |       |       |       |       |       |       |       |       |       |       |       |       |       |       |
| #08   |                     | 京極尚彥            |                     | 石井久美、市原圭子 菊川孝司、北島勇樹 清水文乃、茂木琢次 | 不適用             | 京極尚彥           | 佐藤誠之、鄧佳湄 久松沙紀                                                         | 齋藤敦史 佐野惠一          | 9月19日        |       |       |       |       |       |       |       |       |       |       |       |       |       |       |       |
| #09   |                     | 大島克也            | 大島克也            | 市原圭子、尾尻進矢 清水文乃、高澤美佳 永山惠、藤井智之 水野辰哉、吉田雄一 | 不適用             | 不適用             | 不適用                                                                            | 齋藤敦史 佐野惠一 冨岡寬   | 9月26日        |       |       |       |       |       |       |       |       |       |       |       |       |       |       |       |
| #10   |                     | 森田宏幸            | 居村健治            | 石井久美、伊藤真理子 粕川美雪、菊川孝司 佐藤誠之、鄧佳湄 藤井智之、吉田雄一 | 京極尚彥           | 京極尚彥           | 藤井智之                                                                          | 齋藤敦史 佐野惠一 冨岡寬   | 10月3日        |       |       |       |       |       |       |       |       |       |       |       |       |       |       |       |
| #11   |                     | 誌村宏明            | 遠藤廣隆            | 市原圭子、尾尻進矢 粕川美雪、龜田朋幸 清水文乃、永山惠 藤井智之、水野辰哉 | 不適用             | 不適用             | 不適用                                                                            | 齋藤敦史 佐野惠一 冨岡寬   | 10月10日       |       |       |       |       |       |       |       |       |       |       |       |       |       |       |       |
| #12   |                     | 京極尚彥            | 京極尚彥 大島克也   | 石井久美、市原圭子 伊藤真理子、伊禮 尾尻進矢、柿畑文乃 粕川美雪、加藤照代 龜田朋幸、清水文乃 、久松沙紀 藤井智之、水野辰 吉田雄一                                                                                                   | 不適用             | 不適用             | 佐藤誠之、藤井智之 森淳                                                           | 齋藤敦史 佐野惠一          | 10月17日       |       |       |       |       |       |       |       |       |       |       |       |       |       |       |       |
| 第2期 |                     |                     |                     | |                    |                    |                                                                                   |                            |                |       |       |       |       |       |       |       |       |       |       |       |       |       |       |       |
| #01   |                     | 京極尚彥            | 遠藤廣隆            | 市原圭子、水野辰哉 佐藤誠之、山村俊了 | 京極尚彥           | 京極尚彥           | 飯田岡士、後藤望 久松沙紀、尾尻進矢 鄧佳湄、藤井智之                              | 齋藤敦史 佐野惠一          | 2022年 7月17日 |       |       |       |       |       |       |       |       |       |       |       |       |       |       |       |
| #02   |                     | 大島克也            | 大島克也            | 新田美津姬、山中純子 山口葵 | 京極尚彥           | 京極尚彥           | 不適用                                                                            | 齋藤敦史 佐野惠一          | 7月24日        |       |       |       |       |       |       |       |       |       |       |       |       |       |       |       |
| #03   |                     | 京極尚彥 松永浩太郎 | 綿田慎也            | 市原圭子、水野辰哉 佐藤誠之、山村俊了 | 京極尚彥、中山直哉 | 京極尚彥、中山直哉 | 尾尻進矢、後藤望 鄧佳湄、久松沙紀 山口葵                                          | 齋藤敦史 佐野惠一          | 7月31日        |       |       |       |       |       |       |       |       |       |       |       |       |       |       |       |
| #04   |                     |                     |                     | 佐藤幸、水野辰哉 森淳、杉本海帆 向川原憲 | 京極尚彥           | 京極尚彥           | 不適用                                                                            | 齋藤敦史 佐野惠一          | 8月7日         |       |       |       |       |       |       |       |       |       |       |       |       |       |       |       |
| #05   |                     | 誌村宏明            | 小谷野龍成          | 石井久美、尾尻進矢 山村俊了、市原圭子 水野辰哉 | 京極尚彥           | 京極尚彥           | 不適用                                                                            | 齋藤敦史 佐野惠一 冨岡寬   | 8月14日        |       |       |       |       |       |       |       |       |       |       |       |       |       |       |       |
| #06   |                     | 遠藤廣隆            | 遠藤廣隆            | 龜田朋幸、五藤有樹 清水文乃、水野辰哉 山村俊了 | 京極尚彥           | 京極尚彥           | 後藤望、佐藤誠之 鄧佳湄、久松沙紀                                                 | 齋藤敦史 佐野惠一 冨岡寬   | 8月21日        |       |       |       |       |       |       |       |       |       |       |       |       |       |       |       |
| #07   | UR 葉月戀           | 大島克也            | 大島克也            | 市原圭子、尾尻進矢 黑田、永山惠 山口葵 | 京極尚彥           | 京極尚彥           | 不適用                                                                            | 齋藤敦史 佐野惠一 冨岡寬   | 8月28日        |       |       |       |       |       |       |       |       |       |       |       |       |       |       |       |
| #08   |                     | 誌村宏明            |                     | 市原圭子、龜田朋幸 工藤、五藤有樹 水野辰哉 | 松永浩太郎         | 松永浩太郎         | 後藤望、佐藤誠之 鄧佳湄、久松沙紀                                                 | 齋藤敦史 佐野惠一 冨岡寬   | 9月11日        |       |       |       |       |       |       |       |       |       |       |       |       |       |       |       |
| #09   | 為了勝利            | 佐藤照雄            | 砂川正和            | 今田茜、鎌倉宏也 菊池陽介、佐藤秋子 中島渚、中原龍太 | 京極尚彥           | 京極尚彥           | 不適用                                                                            | 齋藤敦史 佐野惠一 冨岡寬   | 9月18日        |       |       |       |       |       |       |       |       |       |       |       |       |       |       |       |
| #10   | 響徹澀谷的歌聲      | 京極尚彥            | 綿田慎也            | 尾尻進矢、粕川美雪 工藤、清水文乃 水野辰哉 | 京極尚彥、中山直哉 | 京極尚彥、中山直哉 | 石田一將、後藤望 佐藤誠之、鄧佳湄 久松沙紀                                        | 齋藤敦史 佐野惠一 冨岡寬   | 9月25日        |       |       |       |       |       |       |       |       |       |       |       |       |       |       |       |
| #11   | 夢想                | 菱田正和            | 小谷野龍成          | 阿曾仁美、伊藤真理子 龜田朋幸、松田萌 水野辰哉 | 京極尚彥           | 京極尚彥           | 不適用                                                                            | 齋藤敦史 佐野惠一 冨岡寬   | 10月2日        |       |       |       |       |       |       |       |       |       |       |       |       |       |       |       |
| #12   | 實現我的故事        | 京極尚彥            | 京極尚彥 遠藤廣隆   | 尾尻進矢、粕川美雪 加藤照代、水野辰哉 山村俊了 | 京極尚彥           | 京極尚彥           | 後藤望、佐藤誠之 鄧佳湄、久松沙紀                                                 | 齋藤敦史 佐野惠一 冨岡寬   | 10月9日        |       |       |       |       |       |       |       |       |       |       |       |       |       |       |       |
| 第3期 |                     |                     |                     | |                    |                    |                                                                                   |                            |                |       |       |       |       |       |       |       |       |       |       |       |       |       |       |       |
| #01   | 我決定的道路        | 京極尚彥            | 遠藤廣隆            | 佐藤誠之、高野菜央 藤井智之、水野辰哉 | 不適用             | 不適用             | 不適用                                                                            | 齋藤敦史 佐野惠一 藤井智之 | 2024年 10月6日 |       |       |       |       |       |       |       |       |       |       |       |       |       |       |       |
| #02   | 冬瑪香              | 古田丈司            | 小谷野龍成          | 市原圭子、尾尻進矢 後藤望、山澤純玲 渡邊敬介 | 京極尚彥           | 京極尚彥           | 藤井智之、佐藤誠之                                                                | 齋藤敦史 佐野惠一 藤井智之 | 10月13日       |       |       |       |       |       |       |       |       |       |       |       |       |       |       |       |
| #03   | 白色的C位           |                     |                     | 伊藤幸、佐藤誠之 水野辰哉粕川美雪 （作畫監督輔佐） | 松永浩太郎         | 松永浩太郎         | 後藤望、水野辰哉                                                                  | 齋藤敦史 佐野惠一 藤井智之 | 10月20日       |       |       |       |       |       |       |       |       |       |       |       |       |       |       |       |
| #04   | No Rain，No Raibow  | 出合小都美          | 出合小都美 綿田慎也 | 市原圭子、尾尻進矢 粕川美雪、水野辰哉水野隆宏、山澤純玲 （作畫監督輔佐） | 不適用             | 不適用             | 不適用                                                                            | 齋藤敦史 佐野惠一 藤井智之 | 10月27日       |       |       |       |       |       |       |       |       |       |       |       |       |       |       |       |
| #05   | 你好!上海!小籠包〜! | 河村智之            | 河村智之 堀内勇冶   | 市原圭子、大野勉 尾尻進矢、菅野利之 佐野惠一、水野辰哉 吉田雄一 | 不適用             | 不適用             | 不適用                                                                            | 齋藤敦史 佐野惠一 藤井智之 | 11月3日        |       |       |       |       |       |       |       |       |       |       |       |       |       |       |       |
| #06   | 寶物                | 京極尚彦            | 京極尚彦            | 市原圭子、尾尻進矢 鈴木祥子、永山恵 福島、水野辰哉 安武航粕川美雪、水野隆宏 元屋敷椎名 （作畫監督輔佐）山川櫻 （料理作畫監督） | 不適用             | 不適用             | 佐藤誠之、小林美幸 水野辰哉鈴木祥子 （作畫監督輔佐）                              | 齋藤敦史 佐野惠一 藤井智之 | 11月10日       |       |       |       |       |       |       |       |       |       |       |       |       |       |       |       |
| #07   | 為了贏過Liella!     | 誌村宏明            | 松永浩太郎          | 市原圭子、尾尻進矢 迫由里香、四沢聖矢 水野辰哉、山本亮友 渡邊敬介伊藤幸、上野歩美 太田宣貴、坂田浩美 佐田雄、吉田雄一 （作畫監督輔佐）                                                                                              | 不適用             | 不適用             | 不適用                                                                            | 齋藤敦史 佐野惠一 藤井智之 | 11月17日       |       |       |       |       |       |       |       |       |       |       |       |       |       |       |       |
| #08   | 結丘VS結丘          | 京極尚彦            | 京極尚彦            | 内野瑞樹、小堤悠香 清水文乃、陳晟 中屋了、永山惠 福島粕川美雪、佐田雄 坂田浩美、佐久間健太 水野隆宏 （作畫監督輔佐）山川櫻 （料理作畫監督）                                                                                         | 不適用             | 不適用             | 海老澤舞子、後藤望 小林美幸、水野辰哉新井達也、坂田浩美 （作畫監督輔佐）          | 齋藤敦史 佐野惠一 藤井智之 | 11月24日       |       |       |       |       |       |       |       |       |       |       |       |       |       |       |       |
| #09   | 薩爾茲堡蛋霜糕      | 古田丈司            | 小谷野龍成          | 今西美沙季、尾尻進矢 粕川美雪、佐藤 清水文乃、 中屋了、四澤聖矢 水野隆宏、水野辰哉 坂田浩美、佐田雄 鈴木健史、山澤純玲 （作畫監督輔佐）梶谷光春 （料理作畫監督）                                                                    | 京極尚彦           | 京極尚彦           | 淺野勝也、尾尻進矢 小牧容子、東出太                                               | 齋藤敦史 佐野惠一 藤井智之 | 12月1日        |       |       |       |       |       |       |       |       |       |       |       |       |       |       |       |
| #10   | 櫻小路希奈子        | 山本裕介            | 松永浩太郎          | 市原圭子、伊藤幸 今西美沙季、上野歩美 内野瑞希、粕川美雪 陳晟、永山惠 西村祐希、橋本尚典 畠山佳苗、福島 彭佩琦、渡邊敬介 渡邊義弘太田宣貴、坂田浩美 佐田雄、清水文乃 水野隆宏、吉田雄一 （作畫監督輔佐）小倉貫治 （料理作畫監督）   | 京極尚彦           | 京極尚彦           | 尾尻進矢、小堤悠香 小林美幸、佐藤誠之 水野辰哉太田宣貴、水野隆宏 （作畫監督輔佐） | 齋藤敦史 佐野惠一 藤井智之 | 12月8日        |       |       |       |       |       |       |       |       |       |       |       |       |       |       |       |
| #11   | Superstar!!         | 京極尚彦            | 綿田慎也            | 大野勉、齊藤香 杉浦堯侑、吉田雄一太田宣貴、佐田雄 清水文乃、水野辰哉 四澤聖矢 （作畫監督輔佐） | 不適用             | 京極尚彦           | 後藤望、小林美幸 水野辰哉、安武航太田宣貴 （作畫監督輔佐）                        | 齋藤敦史 佐野惠一 藤井智之 | 12月15日       |       |       |       |       |       |       |       |       |       |       |       |       |       |       |       |
| #12   |                     | 京極尚彦            | 京極尚彦            | 市原圭子、今西美沙季 內野瑞希、尾尻進矢 小堤悠香、粕川美雪 小牧容子、西村祐希 畠山佳苗、福島 三浦春樹、水野辰哉 四澤聖矢上野歩美、大泉友里奈 太田宣貴、榊原大河 坂田浩美、佐田雄 清水文乃 （作畫監督輔佐）小倉貫治 （料理作畫監督） | 不適用             | 不適用             | 粕川美雪、後藤望 小林美幸、佐藤誠之 高野菜央                                      | 齋藤敦史 佐野惠一 藤井智之 | 12月22日       |       |       |       |       |       |       |       |       |       |       |       |       |       |       |       |

## 迷你劇場
NHK網路電視在第3季播完動畫後的迷你劇場。
| 話數 | 標題                                              | 漫畫、劇本 | 動畫           | 配信日期        |
| ---- | ------------------------------------------------- | ---------- | -------------- | --------------- |
| #01  | 結丘女子！恐怖的七大不可思議向Liella!迫近！-前篇- | 種田優太   | HS             | 2024年 10月20日 |
| #02  | 兩個烤地瓜                                        | 土方涼     | chinami、A.Ito | 10月27日        |
| #03  | 露營的回憶                                        | 土方涼     | chinami、A.Ito | 11月03日        |
| #04  | 香音的咖啡拉花                                    | 土方涼     | chinami、A.Ito | 11月10日        |
| #05  | 歌聲響徹中                                        | 土方涼     | chinami、A.Ito | 11月17日        |
| #06  | 結丘女子！恐怖的七大不可思議向Liella!迫近！-後篇- | 種田優太   | HS             | 11月24日        |

## 播放電視台
| 播放地區 | 播放平台    | 播放日期               | 播放時間（UTC+9）        | 所屬聯播網 | 備註   |
| 第1期    | 第1期       | 第1期                  | 第1期                    | 第1期      | 第1期  |
| -------- | ----------- | ---------------------- | ------------------------ | ---------- | ------ |
| 日本全國 | NHK教育頻道 | 2021年7月11日—10月17日 | 星期日 19時00分—19時25分 |            | 有重播 |
| 第2期    |             |                        |                          |            |        |
| 日本全國 | NHK教育頻道 | 2022年7月17日—10月9日  | 星期日 19時00分—19時25分 |            | 有重播 |
| 第3期    |             |                        |                          |            |        |
| 日本全國 | NHK教育頻道 | 2024年10月6日—         | 星期日 17時00分—17時25分 |            |        |

| 播放地區 | 播放平台       | 播放日期       | 播放時間（UTC+8）        | 所屬聯播網 | 備註            |
| 第1期    | 第1期          | 第1期          | 第1期                    | 第1期      | 第1期           |
| -------- | -------------- | -------------- | ------------------------ | ---------- | --------------- |
| 臺灣     | i-Fun動漫台    | 2021年7月18日— | 星期日 11時30分—12時00分 | 網路電視   | 中華電信MOD限定 |
| 臺灣     | 巴哈姆特動畫瘋 | 2021年7月12日— | 星期一 17時30分—         | 網路電視   |                 |
| 第1、2期 |                |                |                          |            |                 |
| 马来西亚 | 八度空间 8tv   |                |                          | 地面电视   | 即将登场        |
| 马来西亚 | ntv7           |                |                          | 地面电视   | 即将登场        |

## BD/DVD
| 卷數  | 發售日         | 收錄話數      | 規格編號  |
| 第1期 | 第1期          | 第1期         | 第1期     |
| ----- | -------------- | ------------- | --------- |
| 1     | 2021年9月28日  | 第1話—第2話   | BCXA-1667 |
| 2     | 2021年10月27日 | 第3話—第4話   | BCXA-1668 |
| 3     | 2021年11月26日 | 第5話—第6話   | BCXA-1669 |
| 4     | 2021年12月24日 | 第7話—第8話   | BCXA-1670 |
| 5     | 2022年1月26日  | 第9話—第10話  | BCXA-1671 |
| 6     | 2022年2月25日  | 第11話—第12話 | BCXA-1672 |
| 第2期 |                |               |           |
| 1     | 2022年9月28日  | 第1話—第2話   | BCXA-1775 |
| 2     | 2022年10月28日 | 第3話—第4話   | BCXA-1776 |
| 3     | 2022年11月25日 | 第5話—第6話   | BCXA-1777 |
| 4     | 2022年12月23日 | 第7話—第8話   | BCXA-1778 |
| 5     | 2023年1月27日  | 第9話—第10話  | BCXA-1779 |
| 6     | 2023年2月24日  | 第11話—第12話 | BCXA-1780 |
| 第3期 |                |               |           |
| 1     | 2024年12月25日 | 第1話—第2話   | BCXA-1954 |
| 2     | 2025年1月29日  | 第3話—第4話   | BCXA-1955 |
| 3     | 2025年2月26日  | 第5話—第6話   | BCXA-1956 |
| 4     | 2025年3月26日  | 第7話—第8話   | BCXA-1957 |
| 5     | 2025年4月23日  | 第9話—第10話  | BCXA-1958 |
| 6     | 2025年5月28日  | 第11話—第12話 | BCXA-1959 |